# 仙山
仙山，又名紅毛館山，位於台灣苗栗縣獅潭鄉新店村、永興村與南庄鄉蓬萊村交界處，為中港溪支流南河與後龍溪支流獅潭川（新店溪）的分水嶺之一，峰頂海拔967公尺，為台灣小百岳之一。峰頂原有三等三角點4196號，但疑似因土石崩落而遺失。該處視野良好，向北可眺望「神仙縱走」（神桌山至仙山）稜線，向南則可遠觀仙山南峰。

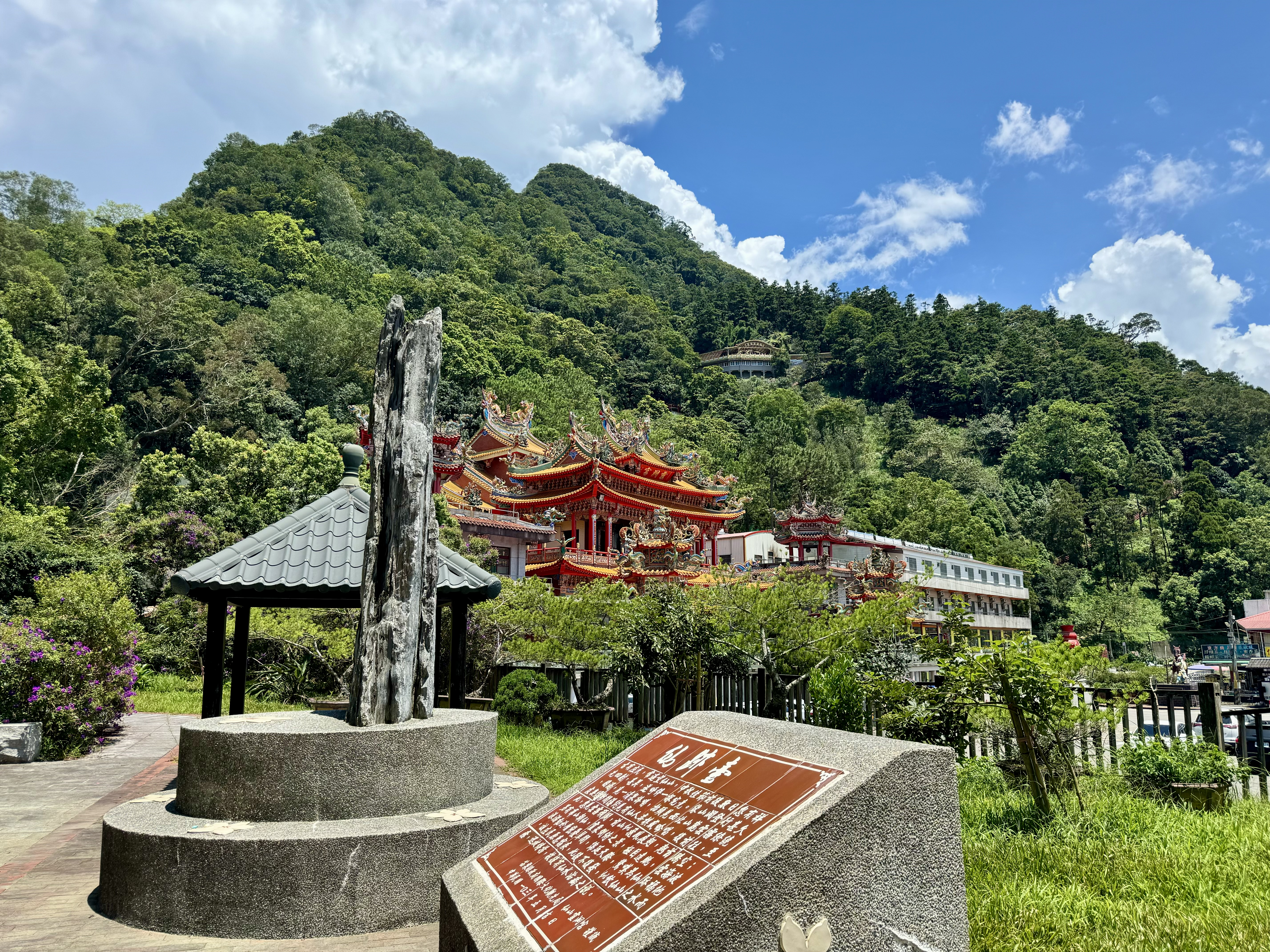
仙山

該山今明得名於仙水亭。登仙山一般由縣道124號進出，附近的仙山協靈宮及靈洞宮為知名廟宇。

## 地理

### 周邊山岳
以下為沿此山主要稜線分佈的周邊山岳：
- 沿東北轉北稜線：大窩山、崩山、神桌山
- 沿東南轉南稜線：八卦力山、十一份山、石壁山

### 源流河川
以下為發源於此山的河川：
- 小東勢溪（後龍溪水系老田寮溪支流）：發源於西南坡
- 獅潭川支流（後龍溪水系老田寮溪支流）：發源於西北坡